# Джерби, Джованни
Джова́нни Дже́рби (итал. Giovanni Gerbi; 20 мая 1885, Асти, Пьемонт — 6 мая 1955, Асти, Пьемонт) — итальянский шоссейный велогонщик, выступавший на профессиональном уровне в период 1901—1932 годов. Победитель «Джиро ди Ломбардия» 1905 года, участник девяти гонок «Джиро д’Италия» и трёх гонок «Тур де Франс».

## Биография
Джованни Джерби родился 20 мая 1885 года в городе Асти региона Пьемонт, Италия.
Впервые заявил о себе в шоссейном велоспорте в 1901 году, выиграв гонку «Милан — Варезе».
В 1902 году был лучшим на «Коппа дель Ре» и «Милан — Александрия».
В 1903 году присоединился к команде Maino, отметился победами в таких гонках как «Милан — Турин», «Милан — Александрия», «Милан — Плезанс — Генуя», «Коппа дель Ре», «Сиркуит де Кремона».
Начиная с 1904 года представлял команду La Française, в этом сезоне выиграл «Гран-при де ла Гадзетта делло Спорто», впервые принял участие в супервеломногодневке «Тур де Франс» — вынужден был сойти с дистанции уже в ходе второго этапа, подвергшись нападению со стороны фанатов другого гонщика.
В 1905 году помимо прочего стал чемпионом Италии на средней дистанции, одержал победу на впервые проводившейся «Джиро ди Ломбардия».
В 1906 году, став членом французской команды Peugeot, победил на впервые проводившейся «Джиро дель Пьемонте», вновь участвовал в «Тур де Франс» и снова сошёл на втором этапе.
В сезоне 1907 года добавил в послужной список победы в гонках «Джиро дель Пьемонте» и «Рим — Неаполь — Рим», был вторым на «Милан — Турин» и третьим на «Милан — Сан-Ремо».
На «Тур де Франс» 1908 года закрыл двадцатку сильнейших. Кроме того, в этом сезоне в третий раз подряд выиграл «Джиро дель Пьемонте», во второй раз выиграл «Рим — Неаполь — Рим», финишировал третьим на «Джиро ди Ломбардия».
В 1909 году в составе итальянской команды Bianchi-Dunlop впервые выступил на «Джиро д’Италия», в третий раз подряд стал победителем гонки «Рим — Неаполь — Рим», показал пятый результат на «Милан — Сан-Ремо».
В 1911 году занял третье место в генеральной классификации «Джиро д’Италия», уступив только соотечественникам Карло Галетти и Джованни Россиньоли.
В 1912 года в составе Gerbi стал третьим в командном зачёте «Джиро д’Италия».
В 1913 году на «Джиро» сошёл уже в ходе первого этапа, тогда как в гонке «Рим — Неаполь — Рим» финишировал третьим.
После 1914 года с началом Первой мировой войны Джерби резко сократил свою активность в шоссейном велоспорте, но в последующие годы несколько раз возобновлял спортивную карьеру и принимал участие в отдельных соревнованиях. Так, в 1932 году в возрасте 47 лет он в девятый раз выступил на «Джиро д’Италия», став самым возрастным участником этой велогонки за всю её историю.
Умер 6 мая 1955 года в Асти в возрасте 69 лет.
В 1982 году известный итальянский певец Паоло Конте посвятил Джованни Джерби песню «Diavolo rosso» на своём альбоме Appunti di viaggio. Название песни отсылает к прозвищу гонщика — «Красный дьявол».